# Erwin Vandendaele
Erwin Vandendaele (Gavere, 5 marzo 1945) è un allenatore di calcio ed ex calciatore belga, di ruolo centrocampista.

## Caratteristiche tecniche
Giocava normalmente in posizione di difensore centrale ma poteva anche essere impiegato come mediano.

## Carriera

### Giocatore

#### Club
Debutta nella Division I 1964-1965 tra le file del Club Bruges, giocando con una certa regolarità a partire dall'anno seguente. Con i nerazzurri vince due Coppe del Belgio e, sotto la guida dell'olandese Leo Canjels, il titolo nel 1973. Nel 1974 passa quindi all'Anderlecht, club con cui vince altre due Coppe nazionali, la Coppa delle Coppe 1975-1976 e la Supercoppa UEFA 1976. A fine stagione si trasferisce in Francia nelle file dello Stade Reims, tornando in patria un anno dopo per giocare in seconda divisione col Gent: il club conquista la promozione nel 1980, tuttavia Vandendaele scende di categoria e disputa una stagione tra le file del Tournaisienne. Si ritira infine nel 1981.

#### Nazionale
Gioca in Nazionale tra il 1970 e il 1977, scendendo in campo trentadue volte e segnando anche una rete. È nella rosa che prende parte al campionato del mondo 1970 in Messico, ma non viene mai utilizzato. Scende invece in campo durante il campionato d'Europa 1972 giocato in Belgio, precisamente nella semifinale, persa 2-1 contro la Germania Ovest, e nella finale per il terzo posto, vinta invece 2-1 contro l'Ungheria. Scende in campo complessivamente 32 volte coi Diavoli Rossi, segnando anche 1 gol.

### Allenatore
Inizia come vice allenatore al Gent nel 1982, venendo "promosso" l'annata successiva. In seguito si siede anche sulla panchina di RWD Molenbeek e Kortrijk.

## Palmarès

### Giocatore

#### Club

##### Competizioni nazionali
- Campionato belga: 1

Club Bruges: 1972-1973
- Coppa del Belgio: 4

Club Bruges: 1967-1968, 1969-1970
Anderlecht: 1974-1975, 1975-1976
- Tweede klasse: 1

Gent: 1979-1980

##### Competizioni internazionali
- Coppa delle Coppe: 1

Anderlecht: 1975-1976
- Supercoppa UEFA: 1

Anderlecht: 1976

#### Individuale
- Calciatore belga dell'anno: 1

1971